# Бурятская (Иркутская область)
Бурятская (бур. Буряадай) — деревня в Аларском районе Иркутской области. Входит в муниципальное образование «Зоны».

## География
Расположена в 30 км к западу от районного центра — посёлка Кутулик, на высоте около 550 метров над уровнем моря.
Состоит из 3-х улиц: Верхней, Нижней и Школьной.

## Происхождение названия
Первоначально населённый пункт носил название Волынск, Ново-Волынск, так как основан он был переселенцами из Волынской губернии (теперь Украина). Рядом с ним располагались земли бурят-скотоводов. От этнонима бурят и произошло нынешнее название деревни.

## Население
| 2002 | 2010 | 2011 | 2012 |
| ---- | ---- | ---- | ---- |
| 279  | ↘222 | ↘221 | ↘219 |